# La Religion de Dieu
La Religion de Dieu (Deen-e-Illahi) est le livre le plus connu de Riaz Ahmed Gohar Shahi, fondateur de l'International Spiritual Movement Anjuman Serfaroshan-e-Islam. Ce livre a été écrit en 2000 lorsque Hazrat Sayyedna Riaz Ahmed Gohar Shahi Muddazullahul Aali a été aux États-Unis. Le livre est écrit dans un langage simple en ourdou et a été traduit dans de nombreuses autres langues dont l'anglais, l'arabe, le sindhi, en hindi, français, Allemand.